# Фрейшиал-ду-Кампу
Фрейшиал-ду-Кампу (порт. Freixial do Campo)  —  район (фрегезия) в Португалии,  входит в округ Каштелу-Бранку. Является составной частью муниципалитета  Каштелу-Бранку. По старому административному делению входил в провинцию Бейра-Байша. Входит в экономико-статистический  субрегион Бейра-Интериор-Сул, который входит в Центральный регион. Население составляет 537 человек на 2001 год. Занимает площадь 18,62 км².